# Toploader
I Toploader sono una band alternative rock inglese, formatasi nel 1997 a Eastbourne. Sono famosi soprattutto per la cover della canzone Dancing in the moonlight di King Harvest. Ma dopo il successo la band conobbe un lungo periodo di insuccessi che portarono nel 2003 allo scioglimento della band.
Nel 2009 Joe Washbourn e il resto della band si sono riuniti, esibendosi in una serie di festival inglesi ed hanno cominciato a lavorare al loro terzo album, Only Human, pubblicato in anteprima il 29 maggio 2011 su iTunes Store, in vendita ufficialmente dal 6 giugno.

## Membri
- Joe Washbourn (24 dicembre 1975, Sidcup, Kent) – cantante, tastierista
- Dan Hipgrave (5 agosto 1975, Brighton) – chitarrista
- Julian Deane (31 marzo 1971, Bristol) – chitarrista
- Matt Knight (Matthew Knight, 18 novembre 1972, Portsmouth) – bassista
- Rob Green (24 ottobre 1969, Londra) – batterista

## Discografia

### Album
- 2000 Onka's Big Moka (#4 nel Regno Unito)
- 2002 Magic Hotel (#3 nel Regno Unito)
- 2011 Only Human
- 2017 Seeing Stars

### Singoli
Da Onka's Big Moka:
- 1999: "Let The People Know"
- 2000: "Dancing in the Moonlight"
- 2000: "Achilles Heel"
- 2000: "Just Hold On"
- 2001: "Only For A While"

Da Magic Hotel:
- 2002: "Time Of My Life"
- 2002: "Some Kind of Wonderful"

Da Only Human:
- 2011: "Never Stop Wondering"
- 2011: "A Balance To All Things"
- 2011: "She Said"